# 花川村
花川村（日语：／ Hanakawa mura */?）是北海道石狩支厅辖下的一个村，已于1907年4月1日编入石狩町（现在石狩市）。

## 沿革
- 1902年4月1日 -  二级町村制施行 
  - 石狩市街、生振村合并为石狩町，成为北海道二级町。
  - 花畔村、樽川村合并为花川村，成为北海道二级村。
- 1907年4月1日 - 石狩町、花川村合并为新的石狩町，成为北海道一级町。